# Хлебные законы

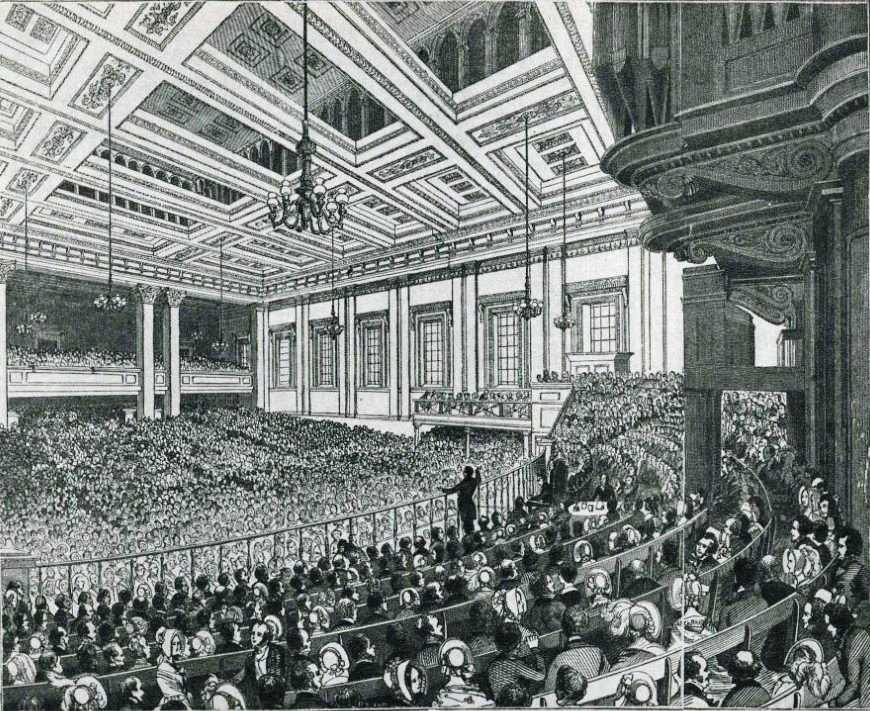
Совещание противников «хлебных законов» в 1846 году

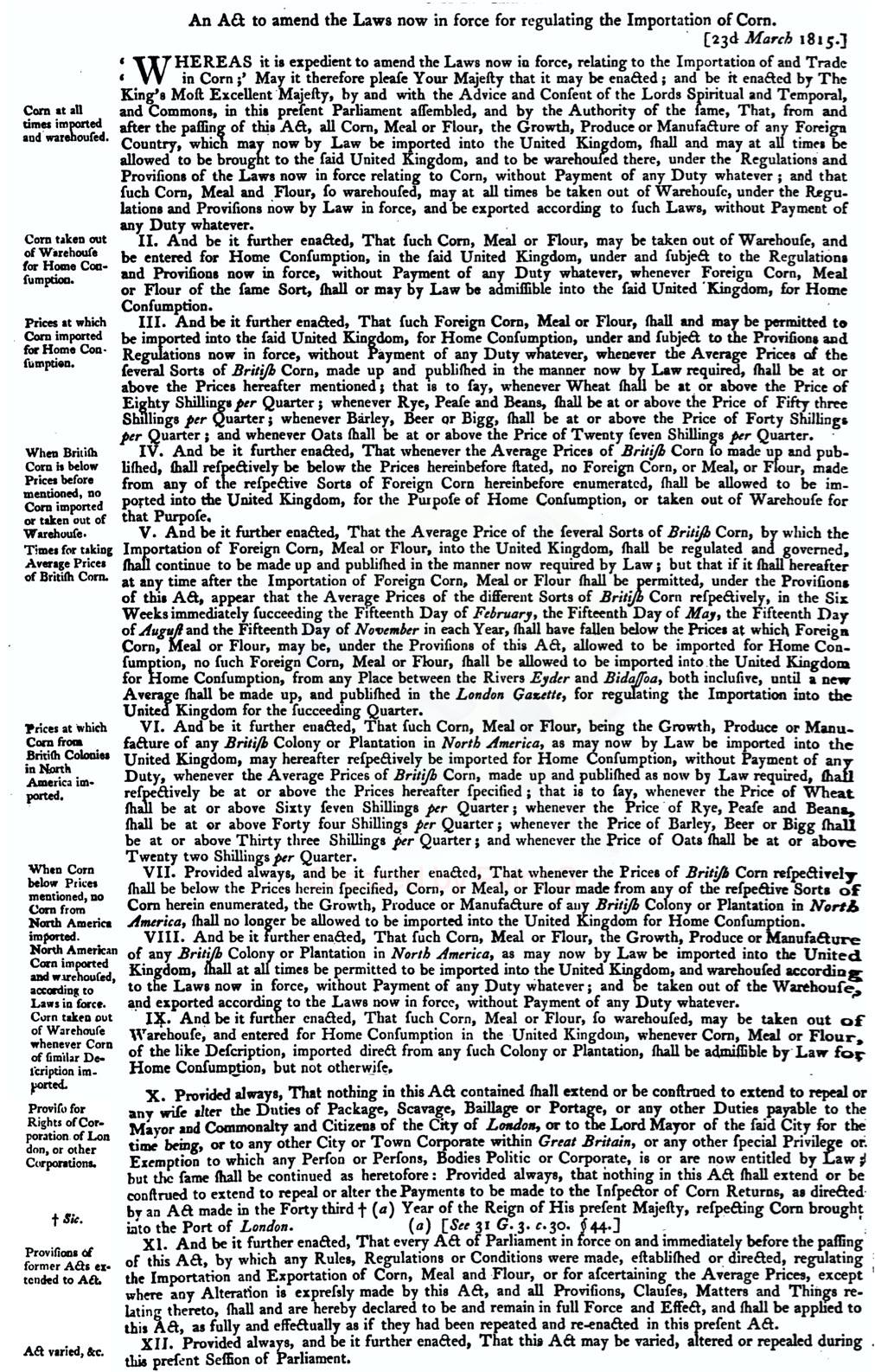
Текст «хлебного закона» от 1815 года

«Хлебные законы» (англ. Corn Laws) — законы о пошлине на ввозимое зерно, действовавшие в Великобритании в период между 1815 и 1846 годами. Являлись торговым барьером, который защищал английских фермеров и землевладельцев от конкуренции с дешёвым иностранным зерном. Барьеры были введены законом об импорте 1815 года (Importation Act 1815, 55 Geo. 3 c. 26) и отменены законом об импорте 1846 года (Importation Act 1846, 9 & 10 Vict. c. 22), последнее что называют одним из фундаментальных политических поворотов в современной британской истории. Эти законы часто рассматриваются как пример британского меркантилизма и их отмена отмечается как значительный шаг на пути к свободной торговле. Хлебные законы увеличивали прибыль крупных землевладельцев-аристократов, обеспечивали занятость населения в сельском хозяйстве, но ограничивали рост прибыли крупных торговых компаний и уровень жизни городских жителей.

## История
Землевладельцы Англии, властвовавшие в обеих палатах парламента, уже в первой половине XVIII века установили в своих интересах премии для вывозного хлеба. Во второй половине века экспорт хлеба из Англии прекратился и уступил место импорту; цены на хлеб начали падать. В 1791 году цена пшеницы равнялась 49 шиллингов за квартер. Чтобы поддержать землевладельцев, несущих убытки от таких цен, импортный хлеб был обложен пошлиной в 6 пенсов за квартер, если цена хлеба внутри страны стояла выше 54 шиллингов, 2 шиллингами 6 пенсов, если она равнялась 50-54 шиллингам, и 4 шиллинга 3 пенса, при падении цен ниже 50 шиллингов Это был первый Хлебный закон в специфическом смысле слова.
Не столько, однако, этот закон, сколько целый ряд сопутствовавших ему событий (войны и неурожаи) привели к быстрому и значительному подорожанию хлеба (около 100 шиллингов) в конце XVIII века. Это повлекло за собой значительное повышение рент (на 70 — 100 % и даже более) в период между 1791 и 1815 годами, к соответственному повышению стоимости земли, к значительному расширению обрабатываемой площади, к распахиванию пастбищ и к соответственному увеличению политического могущества и притязаний землевладельческого класса. Когда в 1802—1804 годах цены на хлеб обнаружили тенденцию к понижению (1803 год — 60 шиллингов за квартер), парламент ответил на это новым Хлебным законом, которым пошлина в 24¼ шиллинга взималась с хлеба при его цене в 63 шиллинга; при более высоких ценах применялась подвижная шкала от 6 пенсов до 4¼ шиллинга. Закон этот, в связи с политическими событиями (в т.ч. — континентальной блокадой) и неурожаями, достиг своей ближайшей цели; цены вновь значительно поднялись, сильно превысив цены на хлеб на всем европейском континенте. Искусственно расширив сельскохозяйственную площадь, приведя к распахиванию малопроизводительных участков, Хлебные законы сделали сельское хозяйство особенно чувствительным ко всяким неблагоприятным условиям.
Окончание войн (1814 год) и несколько хороших урожаев понизили цену хлеба до 76 шиллингов. Это вызвало новые меры к защите землевладения. Хлебный закон 1815 года совершенно запретил ввоз пшеницы при цене на английском рынке ниже 80 шиллингов за квартер (исключение сделано для пшеницы из Канады, которая допускалась при цене в 67 шиллингов; но её ввоз был незначителен) и обложил почти запретительными пошлинами все другие хлеба. На этот раз цель не была достигнута: цена на хлеб стояла, в общем, ниже 80 шиллингов. Начался сельскохозяйственный кризис, причем, высокая цена на хлеб ложилась непомерной тяжестью на народную массу и косвенно вредила обрабатывающей промышленности, повышая норму заработной платы. Даже во время подъема цен и оживления сельскохозяйственной промышленности, Хлебные законы оказывались выгодными только для крупных лендлордов, непомерно поднимая ренту; фермеры от них скорее страдали, чем выигрывали, ибо все выгоды высоких цен поглощались высокой рентой, а невыгода их крайних колебаний всей тяжестью ложилась на фермеров.
Неурожай 1825 года привел к некоторому облегчению тяжести Хлебного закона, но в 1828 году была принята новая подвижная, весьма высокая шкала пошлин, отличавшаяся крайней детальностью (при цене 68 шиллингов, пошлина = 18 шиллингам 8 пенсам, при цене 69 — 16 шиллингов 8 пенсов и т. д.; при цене выше 80 — 1 шиллинг). Шкала имела целью фиксировать цены на одном уровне, но не достигла цели; в период 1828—1842 годов цены колебались от 36 шиллингов (1835 год) до 81 шиллинга (1839 год), причем колебания в течение одного года доходили до 26 шиллингов (в 1838 году низшая цена 52, высшая — 78) и никогда не бывали ниже 7¼ шиллингов (1833 год).
Крайне тяжелые экономические последствия Хлебных законов вызвали страстную агитацию; была основана лига против хлебных законов, которая добилась в 1842 году понижения шкалы (при цене в 51 шиллинг — 20 шиллингов и т. д. до 73 шиллингов, когда пошлина = 1 шиллингу) и, наконец, билля об отмене Хлебных законов в 3-х летний срок. Билль этот, проведенный Робертом Пилем, был принят в 1846 году; в 1849 году шкала отменена, и остался только равномерный налог в 1 шиллинг на квартер, окончательно отмененный Гладстоном в 1869 году. Хлебные законы остались в памяти английского народа как памятник узкоэгоистической политики землевладельческого и земледельческого классов.
В конце XIX века возродился аграрный протекционизм в Германии, Франции и других странах Западной Европы (кроме Англии); импортный хлеб облагался более или менее высокими пошлинами, но нигде они не достигли высоты прежних английских.